# 宇宙生物学

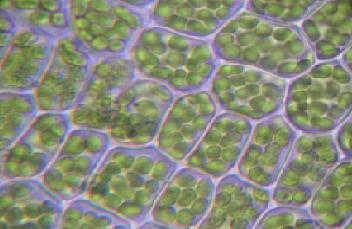
宇宙の他の場所では、地球で見られるような細胞構造を採用しているかすら不明である（画像は葉緑体を含んだ植物の細胞）

宇宙生物学（、英: Astrobiology、英: Exobiology、英: Xenobiology）とは地球に限らず、広く宇宙全体での生命体について考察し、生物生存の実態や生物現象のより普遍的な仕組み、生命の起源などを明らかにしようとする学問。アストロバイオロジーともいう。天文学、生物学、地質学、物理学、化学など横断的学問の上に成立する。しかし、比較的新しい学問なのでその定義ははっきりと確定していない。

## 概要
2024年現在、地球以外の天体からは生命体は発見されておらず、したがって広義の宇宙生物学は、二つの分野に分けられる。すなわち、「地球以外の場所の生命に関する問題」と「地球上の生命が宇宙に出た際の問題」である。狭義の宇宙生物学では後者のみを指す。
前者では、地球外生命体の探査・推測を主に扱い、火星などの太陽系内の天体に関しては探査機を用いて、太陽系外の銀河系に生存しているかもしれない生命、とりわけ、高度な文明社会を持つと考えられている生物に関しては電波によるコミュニケーションを図ろうとしている（参照:地球外知的生命体探査）。そのほかにもドレイクの方程式や代わりの生化学といった地球外生命体の存在可能性・生体システムの考察がなされている。
後者では、無重力状態や宇宙線などの宇宙環境が人体に与える影響の研究、さらには地球上の動物、植物、細胞に与える影響を扱う。これらは人類が宇宙に進出してから少しずつではあるが、前者に比べて成果を挙げている。人体に関する研究は特に、宇宙医学と呼ばれる。

## 狭義の宇宙生物学

### 動物
人間以外の動物の研究は、時間的な問題と長期的な宇宙空間での飼育技術の難しさから現在までの宇宙における動物のデータは限られている。ただし、動物の行動や発生といった限定的なものはいくつか実験されている。

#### 動物の行動
宇宙空間におかれた動物がどのような行動を取るかは宇宙実験の初期から注目されていた。動物は宇宙滞在における初期段階には異常な行動をとることが多いが、やがて正常な状態へと移行し、動物には無重力状態に対する適応能力を有することが明らかになりつつある。たとえば、メダカは宇宙では平衡感覚に異常をきたすため、うまく泳げずに回転遊泳するが、数日後には無重力状態に適応して正常な遊泳が出来るようになる。また、クモに関しても宇宙滞在初期にはクモの巣をうまく張ることは出来ないが、数十日後には正常に張るようになる。人間に関しても宇宙酔いという乗り物酔いのような症状がみられるが、30時間から48時間程度で回復に向かう。

#### 動物の発生
有性生殖を行う動物では、卵子と精子との受精によって個体の発生が始まる。発生と重力との関係はメダカの胚やカエルの受精卵などを用いて調べられている。結論から言うと両生類、魚類、無脊椎動物など、哺乳類以外の動物には初期発生に対して無重力状態は大きな影響を与えていないことがわかっている。メダカにいたっては宇宙ですでに交尾・産卵・孵化が確認されている。しかし、どの動物も器官の分化には筋肉や骨の形成が遅れるなど、少なからず無重力環境の影響がある。また、加齢についてのショウジョウバエや線虫を用いた実験があるが、ショウジョウバエはオスの加齢が加速し、メスは加速が認められず、線虫では加齢に影響しないとする実験結果が出ており、加齢や寿命に対する宇宙滞在の影響は統一した結論に達していない。加齢の加速原因としては宇宙線に含まれるHZE粒子がDNAに与える影響が考えられている。

### 植物
陸上植物は固着生物として生活していく上での様々な環境ストレスを回避するために、光、水、重力といった環境を感受し、それを利用して自分の姿勢を制御するという仕組みを獲得した。それゆえ、陸上植物の形態形成は重力と大きく関わっており、植物の種子は無重力、微小重力状態でも扱いやすく、宇宙でも環境をコントロールすれば植物の種子は発芽して育ち、開花や結実も見られる。とはいえ、宇宙の無重力（微小重力）環境というのは、植物の生育に大きな影響を及ぼし植物生産にも影響することになる。
重力依存的な成長のメカニズムを研究するのに宇宙環境はとても有用であり、その解明は地球における植物の生産力を高めるだけでなく、宇宙で植物栽培をするのにも応用できると考えられる。

#### 重力に影響される植物の成長と運動
植物の生長や運動、体制維持に深く関係する植物ホルモンのオーキシンの流れは重力感受によって制御される。オーキシンの動態制御は無重力下の宇宙では機能せず、植物の姿勢制御や形態形成を変化させると考えられるが、重力がオーキシンの動態を制御するメカニズムはまだはっきり分かっていない。

#### 重力屈性
重力屈性とは、根が下に伸びて茎が上に伸びる、というように植物が重力に反応してその伸長方向を変化させることである。イネとシロイヌナズナを地上で発育させた場合と宇宙で発育させた場合を比較した場合、地球上では明らかに地上部は上に、根は下に伸長している姿が見られるが、宇宙空間での無重力状態では伸長方向が制御されず、中には根が地上部の茎と同じ方向に飛び出して伸びているものも見られた。
根の重力屈性の場合、重力は根の先端の根冠細胞で感受されると考えられる。根冠の一部のコルメラ細胞では、デンプン粒を含んだアミロプラストが重力によって沈み、これによってオーキシンの流れが変化する。オーキシンには、地上部の芽や若い葉から根の方に流れ、根の中心部を通って先端へ向かい、Uターンするように根の周辺を通って戻る性質がある。根を傾けて重力刺激を与えると、オーキシンは上側には行かず下側だけに行こうとするので、傾いた根の下側でオーキシンの濃度が高くなり、下側の成長が上側に比べて相対的に遅くなるために地球上の植物の根は下方向に伸びる。
一方、無重力(微小重力)下では、コルメラ細胞の中でアミロプラストが沈降しないのでオーキシンが局在せず伸長方向の制御が不能になると考えられる。

#### 回旋運動
アサガオやウリ科植物などが見せるつるを支柱に巻きつけながら伸張させる「つる巻き」のような、茎や根の先端がらせん状に回転しながら伸びる運動のことを回旋運動と呼ぶ。回旋運動には重力感受細胞である内皮を必要とするが、内皮細胞を作るのに必須のSCARECROW遺伝子が働かないと、アサガオなどは重力を感受できずに回旋運動もつるを巻くこともできなくなる。回旋運動とつる巻きが重力依存的な現象であることを意味するが、つる植物の宇宙の無重力環境で回旋運動をするのか、支柱に巻き付くかどうかは現在研究中である。

#### ウリ科植物のペグ形成
ウリ科植物の発芽直後に根と茎の境界域に形成される突起状の組織であるペグは、根は下へ茎は上へと伸ばす重力屈性に逆らい種皮を土の中に押さえつける。これによって芽生えは種皮から抜け出す。
地上では、ウリ科植物の種を上下逆さまになるように置いてもペグは必ず下方向にでるので、重力によって制御されていると考えられていたが、キュウリの種子を宇宙で発芽させても2個ペグができたので、ペグ形成には重力を必要しないことがわかった。
もともとキュウリの芽生えは2個のペグを発達させる能力を持つが、地上では重力に応答し、横たえられた芽生えの上側になった部位のペグ形成を抑制しているといえる。この抑制にもオーキシンが関係している。

#### 宇宙での植物栽培
NASAでは、シロイヌナズナの発芽前の種子を月面の植物栽培モジュールの中で発芽させ、遺伝子発現をモニターすることで、植物が低重力や温度、圧力や高放射線にどう対処するかを観察する実験を計画・進行している。シロイヌナズナの発芽・成長は、バイオマーカーとしての緑色蛍光タンパク質(GFP)をシロイヌナズナに発現させて、488nmの光で観察することで確認する。 
モデル植物のシロイヌナズナはGFPマーキングが簡単にできる上に、火星の気圧に近い10キロパスカルの気圧でも成長できるので、研究材料として選ばれた。さらに、モジュールに月の土を加えて土の毒性や含有物を調べる実験も考えられている。 

### 細胞
宇宙環境下における細胞は地上での実験では見られない挙動を示す。原生動物や哺乳類培養細胞などの様々な細胞に及ぼす宇宙飛行の影響は多く報告されている。細胞は重力を感受することができ、無重力に対する反応は個々の細胞で異なることもわかっている。例えばサリュート6号で行われた、ヒメゾウリムシの実験では、無重力下では細胞増殖が促進されることがわかっている。

## 宇宙生物学の課題
広義の「宇宙生物学」が指す取り組むべき課題としては
1. 生命の起源と進化
2. 地球外生命の探査、地球外文明との交信
3. 地球生物の地球外への移住

の3点が挙げられる。

### 生命の起源と進化
生命の起源は生物化学分野での一課題としても取り上げられるが、宇宙生物学では、生命は宇宙と深い係りのもとに進化したと定義し、より広く普遍的な概念を構築しようとするものである。

### 地球外生命の探査、地球外文明との交信
1960年代の初期の宇宙探査により、太陽系内に地球外生命および地球外文明が存在する可能性は一旦ほぼ否定され、生命の探査は地球外有機物の探索が主となっていた。しかしその後の探査や研究によって、木星の衛星エウロパの地下に微生物状の生命が存在する可能性が示唆され、その探査の方法が真剣に検討されるなど、太陽系内の地球外生命の探査をめぐる状況は大きく変化している。
他方、太陽系外の惑星系の直接的な探査は現在の人類の技術力では困難であり、先方から信号を送ってくるかもしれないとの期待のもと、地球外文明との交信のためのさまざまな試み（SETI）がなされている。アメリカ合衆国の天文学者フランク・ドレイクが提唱した地球外生命体がどれほど存在するかの方程式（ドレイクの方程式）を用いて大島泰郎は、「銀河系には100年に1度、我々と同程度の文明が誕生しており、総数では1000万個ほどであり、そのうち人類の存続期間と重なっている文明は10万個程度であろう」と推測している。

### 地球生物の地球外への移住
人類を含む地球生物の移住については比較的詳細な検討がなされ、宇宙植民島という考察が発表されている。ただし、生態学的な検討は十分なされておらず、宇宙環境における地球生物の適応性の問題など、生物学と密接に結び付いており、多数の課題を解決していく必要がある。